# 政府開発援助等及び沖縄・北方問題に関する特別委員会
政府開発援助等及び沖縄・北方問題に関する特別委員会（せいふかいはつえんじょおよびおきなわおよびほっぽうもんだいにかんするとくべついいんかい）は、日本の参議院に設置されている特別委員会。国会法第45条の規定に基づき設置されている。

## 概要
政府開発援助等及び沖縄・北方問題に関する特別委員会は、参議院に置かれている特別委員会である。 政府開発援助等及び沖縄・北方問題に関する特別委員会が国会に最初に置かれたのは、第208回国会（2022年（令和4年）1月17日召集）である。それまで存在していた政府開発援助等に関する特別委員会と沖縄及び北方問題に関する特別委員会を統合する形で設置された。
委員の選任は、すべて議長の指名によって行われる（衆議院規則37条・参議院規則30条1項）。実際には、各議院運営委員会において、各会派の議席数に応じて各委員会の委員の員数も配分され、個別の人事は配分された員数の範囲内で各会派によって行われる。
委員長は、委員の互選（国会法45条）で選任されると定められているが、投票によらないで動議によって選出されることがほとんどである。委員長の選挙は年長者が主催することになっている（衆議院規則101条・参議院規則80条）。事前に各会派間で協議された特別委員長各会派割当てと会派申出の候補者に基づいておこなわれる。なお、委員長に事故があった場合は理事が職務を行うことになっている（衆議院規則38条2項・参議院規則31条3項）。
理事の選任は委員の互選（衆議院規則38条1項・参議院規則31条）となっているが、委員会設置以来すべて委員長の指名により行われている。理事の員数および各会派割当ては議院運営委員会で決定した基準により、選挙など会派の構成が大きく変わった際に見直される。

## 参議院

### 組織
参議院政府開発援助等及び沖縄・北方問題に関する特別委員会の員数は35人である（参議院規則78条）。委員長1名、理事7名が選出または指名される。
政府開発援助等及び沖縄・北方問題に関する特別委員会の組織
2024年（令和4年）12月6日現在
- 委員長
  - 石井浩郎（自由民主党）

- 理事 
  - 自由民主党：朝日健太郎、臼井正一、宮崎雅夫、若林洋平
  - 立憲民主・社民・無所属：羽田次郎
  - 公明党：下野六太
  - 日本維新の会：石井苗子

- 委員
  - 自由民主党：青山繁晴、井上義行、今井絵理子、江島潔、大家敏志、自見はなこ、高橋克法、高橋はるみ、本田顕子、松山政司、三宅伸吾、森屋宏
  - 立憲民主・社民・無所属：勝部賢志、徳永エリ、福山哲郎、牧山ひろえ、水野素子
  - 公明党：河野義博、三浦信祐、山本博司
  - 日本維新の会：猪瀬直樹
  - 国民民主党・新緑風会：榛葉賀津也、浜口誠
  - 日本共産党：紙智子
  - れいわ新選組：天畠大輔
  - 沖縄の風：伊波洋一、髙良鉄美

## 歴代委員長
| 参議院政府開発援助等及び沖縄・北方問題に関する特別委員長 | 参議院政府開発援助等及び沖縄・北方問題に関する特別委員長 | 参議院政府開発援助等及び沖縄・北方問題に関する特別委員長 | 参議院政府開発援助等及び沖縄・北方問題に関する特別委員長 |
| -------------------------------------------------------- | -------------------------------------------------------- | -------------------------------------------------------- | -------------------------------------------------------- |
| 1                                                        | 青木一彦                                                 | 2022年1月17日 - 2022年10月2日                            | 自由民主党                                               |
| 2                                                        | 三原じゅん子                                             | 2022年10月2日 - 2023年10月20日                           | 自由民主党                                               |
| 3                                                        | 藤川政人                                                 | 2023年10月20日 - 2024年11月28日                          | 自由民主党                                               |
| 4                                                        | 石井浩郎                                                 | 2024年11月28日 -                                         | 自由民主党                                               |